# Budapest VII. kerülete
Budapest VII. kerülete Budapest legkisebb területű, egyúttal legnagyobb népsűrűségű kerülete. Hagyományos elnevezése: Erzsébetváros. A kerület 2010-ben elnyerte az Értékgazdag Település címet, Pest egyik legjelentősebb, történelmileg és kulturálisan gazdag városrésze. Ez a kerület a zsidó örökség és a pezsgő éjszakai élet központja, ahol a régi épületek és a modern városi élet dinamikusan keveredik.
A kerület története szorosan összefonódik Budapest zsidó közösségének múltjával, mivel Erzsébetváros ad otthont a város híres Zsidónegyedének. A negyed a 19. században alakult ki, a századfordulóra pedig Pest egyik legsűrűbben lakott és leginkább multikulturális része lett. A Dohány utcai zsinagóga, Európa legnagyobb zsinagógája, a kerület egyik legjelentősebb épülete. A második világháború alatt a kerületet súlyosan érintette a holokauszt, a zsidó lakosság nagy része elpusztult vagy emigrált.
A 21.század elejétől kezdve Erzsébetváros gyors ütemű átalakuláson ment keresztül, amelynek eredményeként a kerület mára Budapest egyik legpezsgőbb és legdivatosabb városrészévé vált, köszönhetően a virágzó szórakoztatóiparnak és a „romkocsmáknak”, amelyek világszerte híressé tették a negyedet. Ezek elhagyatott vagy részben felújított épületekben működnek. A legismertebb ezek közül a Szimpla Kert, mely a romkocsmakultúra ikonikus helyszíne. Emellett a Király utca és a Gozsdu udvar a modern gasztronómia és a szórakozás egyik központjává vált, tele éttermekkel, bárokkal és kávézókkal.
Az Erzsébetvárosban élők összetétele sokszínű. A kerület hagyományos lakónegyed volt, de a 21. századtól kezdődően a turizmus fellendülése miatt sok lakás rövid távú bérleménnyé vált, és sok helyi elköltözött.

## Fekvése
A pesti oldal egyik belvárosi kerülete. Északnyugatról a Király utca és a Városligeti fasor, északkeletről a Dózsa György út, délkeletről a Rákóczi út, a Thököly út és a Verseny utca, délnyugatról pedig a Károly körút határolja.
Áthalad rajta a Nagykörút: a kerületen átvezető szakaszát Erzsébet körútnak hívják. Tömegközlekedéssel legkönnyebben a Nagykörúton közlekedő 4-es és 6-os villamosjáratokkal, valamint a kerület szélén futó M2-es metróval érhető el. A kerület határán található a Keleti pályaudvar, melynek területe már a VIII. kerület része.

## Története
A török hódoltság utáni időkben a mai Kiskörút mentén húzódtak a városfalak, s a későbbi Teréz-, illetve Erzsébetváros helyén elszórt tanyák, szőlőskertek jöttek létre. A Felsőkülvárosnak nevezett területen 1734-ben 11, 1792-ben már 559 házat számláltak össze. A későbbi VII. kerület szerkezetét az elsőként kialakult utcák (Király utca, Dob utca) határozták meg. Az 1870-es években a Nagykörút kialakítása adott lendületet a terület fejlődésének.
A VII. kerület 1873-ban, a városegyesítéskor jött létre. Mivel a Felsőkülváros (akkor már egy évszázada Terézváros) túl nagy és túlságosan népes volt, kettéosztották. A Király utcától északra továbbra is Terézváros néven a VI., attól délre Budapest VII. kerülete jött létre.
A kerületi polgári kör kérvényezte 1881 decemberében, hogy a néhány évvel korábban, Terézvárosból kivált VII. kerületet I. Ferenc József feleségéről, Erzsébet királynéről nevezhessék el Erzsébetvárosnak. A király 1882. január 17-én írta alá az engedélyt, 1882. február 7-én az új elnevezés beiktatásra került.
A Rottenbiller utca, Thököly út, Damjanich utca és a Dózsa György út által határolt sakktábla szerkezetű utcarendszeren a 19. század végére gyors tempóban épültek fel a bérházak. Még napjainkban is a főváros legsűrűbben lakott területe. A pesti köznyelv a városrészt Csikágónak nevezi.

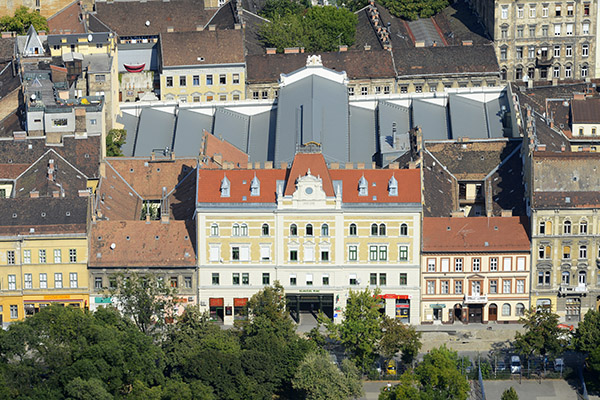
Klauzál tér, vásárcsarnok – légi fotó

## Városrészei
(a negyedek elnevezése szájhagyományon alapul, ezeket az elnevezéseket hivatalosan soha, senki nem használta)
Egyelőre a hivatalosan használt elnevezések: Külső-, Középső- és Belső-Erzsébetváros.

### A zsidónegyed (nem hivatalos elnevezés)
Erzsébetváros belső, a Belvároshoz közel eső részére a 2000-es évekbeli közbeszédben elkezdtek "zsidónegyedként" hivatkozni. Ez részben azon alapul, hogy a 19. század óta itt voltak a budapesti zsidóság – nem csupán az ortodox – életének főbb központjai. Ők azonban a budapesti zsidóknak csak kis töredékét képezték, valójában a 20. század elejére Budapest lakosságának ötödét kitevő zsidók minden kerületben jelen voltak, amit a város minden részén megtalálható zsinagógák és izraelita temetők is bizonyítanak. Emellett ezen a területen (a Király utca, Nagyatádi Szabó, mai Kertész utca, a Dohány utca és a Károly körút között) jelölték ki 1944-ben az úgynevezett pesti nagygettót, ahol több tízezer zsidót zsúfoltak össze embertelen körülmények között, egyidejűleg kitelepítve onnan a körülbelül 12 ezer főnyi nem zsidó lakosságot. Ekkor tehát valóban kizárólag zsidók éltek a területen. A gettó legnagyobb létszáma 70 ezer fő volt.
A hányatott sorsú városrész a rendszerváltásig elhanyagolt, folyamatosan leépülő környék volt. A tehetősebb családok, lakók hamar elköltöztek.
A 2000-es évek elejétől a kiüresedett bérházakban és azok belső udvarain megjelentek a romkocsmának nevezett és bizonyos értelemben műfajt teremtő vendéglátóhelyek.
A 2010-es években intenzívebbé vált turizmus hatására megnövekedett az éjszakai zajterheléssel és forgalommal üzemelő szórakozóhelyek száma, amelyek fokozatosan zavarni kezdték a helyi lakosságot. A jelenségről a sajtó gyakran cikkezett, „bulinegyedként” emlegetve a környéket. A kevésbé profitorientált és csendesebb underground közösségi, kulturális jellegű intézmények idővel kiszorultak. Többnyire a VIII. kerület Nagykörúthoz közel eső részére, valamint a budai oldalra, Lágymányoson a Bartók Béla út elejére és a Margit körútra.

### A Csikágó negyed (nem hivatalos elnevezés)
Külső-Erzsébetvárosban, vagyis a Damjanich utca – Aréna út (ma: Dózsa György út) – Csömöri út (ma: Thököly út) – Rottenbiller utca által bezárt területen kezdetben konyhakertek és káposztaföldek voltak. A Damjanich utca 29-es számú telken, talán elsőként, épült fel 1866-ban a Magyar Gazdasszonyok Országos Egyesületének több mint száz leány befogadására alkalmas árvaháza, amelyet 10 évvel később kibővítettek. Szintén még az 1860-as évek végén épült fel pár telekkel odébb, a mai Damjanich utca 19-es szám alá az akkor még a lóvasút kiszolgálására létesült remíz-együttes (irodák, istállók, kocsiszín, műhely). Ez a két korai épület mostanra eltűnt az utcából – a ma is látható új villamos remíz épülete 1897-re lett kész. 
Az első nagyobb szabású és ma is létező épületet 1876-77 között emelték errefelé. Ez az egykori Izraelita Siketnémák Budapesti Országos Intézetének kétemeletes, téglaburkolatos épülete volt a mai Bethlen téren. Az ezt követő fontosabb építkezés a Rottenbiller és a Bethlen utca között elhelyezkedő Állatorvostudományi Egyetem első hét épülete volt, amelyeket 1881-ben adtak át. Egy évvel később pedig már állt Káry Sámuel divatáru-kereskedőnek a klasszicista stílusú villája is a Dózsa György út 74. alatt. Az 1880-as évek közepéig ezen az ötön kívül nem is igazán találunk még más, jelentősebb épületet a térképen. Egyedül a mai Murányi utca középső szakaszán, illetve a Cserhát utcában kezdtek meg felhúzni néhány földszintes, maximum egyemeletes házat, de az 1882-es Budapest térkép még egy lényegében beépítetlen területet mutat. A mai Bethlen Gábor-Thököly-Nefelejcs-István utcai tömb területén a porosz származású Ocker Menyhért kertészete működött, amit csak az 1880-as évek második felében számoltak fel teljesen. Ezzel párhuzamosan körvonalazódtak az utcahálózat első elemei is: feltűnik a Nefelejcs utca, igaz ez még csak a Damjanich utcától az István útig tartott. A Murányi utca is rövidebb volt, ez a Thököly út és az István út között húzódott. A többi, ma is létező utcát viszont még nem jelöli a korabeli térkép, mivel ezek csak néhány évvel később lettek meghúzva ill. tovább vezetve. A mostani utcahálózattal igazából majd csak az 1890-es években készült térképeken találkozhatunk először.
A szabályos utcahálózatú, zömmel két-háromemeletes, körfolyosós bérkaszárnyákból álló lakónegyed alapvetően az 1880-as évek második felétől kezdve, szűk negyed század alatt született meg. Két ma is létező, Külső-Erzsébetváros kiépülésének klasszikus korszaka előtt, még az 1870-es első felében emelt egyemeletes lakóház a Damjanich utca 3 és 5. Ezen kívül még a Rottenbiller utca 21. is ebből a korból származik. Ezt a néhány korai előfutárt leszámítva az első, nagyobb tömbben felépült, emeletes lakóházak a Nefelejcs utcában találhatóak. Itt az elsőként emelt ház 1886-ból származik – ez a 62-es számú telkeken álló mai óvoda, akkor lakóvilla még földszintesnek megtervezett épülete. Ezt követően az utca robbanásszerűen, lényegében röpke 10 év alatt ki is épült. Zömmel egyszerű homlokzatú és nagyrészt komfort nélküli, egy vagy két szoba-konyhás lakásokat tartalmazó bérházakat terveztek ide is, csak úgy, mint a környéken általában. Ennél nagyobb, akár fürdőszobával és saját WC-vel is bíró lakások többnyire csak mutatóban készültek a házakban a tehetősebb bérlők számára. A Csikágó lakásállományának legnagyobb hányada az 1890-es években keletkezett. Bár például a három utcára is néző Hernád-udvar (Hernád utca 38-40) csak 1913 és 1916 között, míg egy másik óriási épület, az egykori Rákosi-udvar 1929-től magasodik a Bethlen téren. A negyed tehát távolról sem csak az 1896 és 1898 közötti 2 évben épült fel (mint ahogy ez sok helyen olvasható). Ebből maximum az reális, hogy valószínűleg ez az időszak lehetett a legtermékenyebb ezen a környéken is, mint Budapest szerte mindenütt, az új építkezések tekintetében. Elég ha belegondolunk, hogy több száz hatalmas bérházat miként is húzhattak volna fel ilyen rövid idő alatt a 19. század végén, amikor egy átlagos pesti bérház legjobb esetben is nagyjából 8-10 hónap alatt készült el teljesen! Főleg, hogy télen, a hideg miatt, leálltak az építkezések.
A Csömöri, mai Thököly utca túloldalán viszont már az 1870-es évek legelején felépült egy apró, maximum egyemeletes házakból munkásnegyed, ahol három utcára elosztva húztak fel, alig pár év alatt, éppen 100 lényegében egyforma, egyszerű lakóházat. Ennek kapcsán lett a környék elnevezése 'Százház' telep - a középső utca neve mind a mai napig viseli ezt az elnevezést. A csatornázás és villanyvilágítás nélküli telepen híresen rossz volt a közbiztonság, még a rendőrök se mertek oda járni. Az évtizedek alatt teljesen leromlott, szinte már lakhatatlan épületek bontásához is kapcsolódik a 100-as szám, ugyanis éppen az első házak megépülte után száz évvel, 1971-ben kezdték csak el ezek szanálását. Ugyanakkor csak a 21. század elejére tűntek el innen teljesen ezek a komfort nélküli épületek.
A Csikágó név eredetéről: leggyakrabban azt olvasni, hogy a népszerű ragadványnév eredete a közbiztonság szinte teljes hiányára utal, eszerint Csikágó, amint kiépült, rögtön a nagyvárosi nyomor és bűnözés szinonimájává vált. A következő „megoldás” az amerikaias tempójúnak tetsző építés, mert a házak egymás utáni boszorkányos gyorsaságú „kinövése” a korábban üres területen az amerikai nagyváros építésére emlékeztette a lakosokat. A negyed névadója Dr. Abonyi József, aki az általa alapított Budapesti Társaskör alakuló gyűlésén 1902-ben használta elsőként a kifejezést, amely a Pesti Hírlap október 2-i számában is már olvasható volt: "...családostul együtt oly nagy számban jelentek meg, különösen az úgy nevezett chicagói negyedből...". A névadás hiteles történetét Erzsébetváros helytörténésze, Bóka B. László kutatta ki és írta meg a Budapest folyóiratban és az Erzsébetváros újságban.   
„Mérnökök jelölték ki a káposztaföldek és kusza konyhakertek közt a majdani utcák nyomvonalát. A teremtés lázában épült az új negyed, olyan sebesen nőtt ki a földből, hogy messzi kerületekből is a csodájára jártak. Amint a kívülállók számára is derengeni kezdett az egymást derékszögben metsző utcák könnyedén átlátható világa, az és[z]szerűség és a korszerűség tiszta képlete, a negyed megkapta egyesek szerint gúny-, mások szerint becenevét. Csikágó. Mert a képeslapok Chicagót, a tengerentúli prérimetropoliszt hirdették a modern városiasság netovábbjának. Csikágó, mert egyedül Chicagóban harapódzik ilyen sebességgel a ráció rácsszerkezete, és zabálja fel a környező üres síkságot. A keresztelő idején a bűnről még szó sem esett. Az új pesti negyed mintha versenyt futott volna az ismeretlen amerikai nagybácsival; két év alatt lett a semmiből.”

### Ligetváros (nem hivatalos elnevezés)
A Ligetváros Budapest VII. kerületének (Erzsébetváros) a Városliget vonzáskörzetébe tartozó területe. A Ligetváros elnevezést a kétezres évek eleje óta használják erre a részre. Elsősorban az ingatlanirodáktól és az új lakóparki befektetőktől származik ez az elnevezés. Céljuk az volt, hogy jelezzék ennek a területnek a nagyban különböző adottságait a Külső-Erzsébetváros rosszabb hírű utcáihoz képest. A Ligetvárost az István utca – Dózsa György út – Damjanich utca – Rottenbiller utca négyszög határolja. Legnevezetesebb utcája a patinás Damjanich utca, amely a terület bevásárlóutcája is egyben. Az elnevezés egyre inkább az ott lakók identitásává válik.

## Politika
A helyi önkormányzatairól szóló 2011. évi CLXXXIX. törvény szerint, a helyi önkormányzás a helyi közügyek önálló, demokratikus intézése, a helyi közhatalomnak a lakosság érdekében történő gyakorlása. A helyi önkormányzás joga az érintett választópolgárok közösségét illeti meg. A helyi önkormányzat felett a kormány csak ellenőrzési jogkört gyakorolhat. Helyi közügyet csak kivételesen és csak törvény utalhat más szervezet feladat és határkörébe. Az önkormányzati feladatok ellátását a képviselő-testület és szervei biztosítják. A képviselő-testület szervei a polgármester, polgármesteri hivatal, jegyző, bizottságok és a részönkormányzat.
A helyi önkormányzat a törvények keretei között, saját felelősségére, önállóan szabályozza és igazgatja a feladat- és hatáskörébe tartozó helyi közügyeket. Az önkormányzat a közügyek intézése során kötelező és önként vállalt feladatokat lát el. A kötelező feladatok ellátásáról való gondoskodás az önkormányzat kötelessége, nagyságától, teherbíró képességétől függetlenül. Ez a gyakorlatban azt jelenti, hogy az önkormányzatnak gondoskodnia kell arról, hogy a lakosok hozzájussanak a törvényben felsorolt szolgáltatásokhoz: településfejlesztés, településrendezés, településüzemeltetés (köztemetők kialakítása és fenntartása, a közvilágításról való gondoskodás, kéményseprő-ipari szolgáltatás biztosítása, a helyi közutak és tartozékainak kialakítása és fenntartása, közparkok és egyéb közterületek kialakítása és fenntartása, gépjárművek parkolásának biztosítás), egészségügyi alapellátás, környezet-egészségügy (köztisztaság, települési környezet tisztaságának biztosítása, rovar- és rágcsálóirtás), óvodai ellátás, kulturális szolgáltatás (nyilvános könyvtári ellátás, filmszínház, előadó-művészeti szervezet támogatása, a kulturális örökség helyi védelme, a helyi közművelődési tevékenység támogatása), gyermekjóléti szolgáltatások és ellátások, lakásgazdálkodás, hajléktalanná vált személyek ellátásának és rehabilitációjának, valamint a hajléktalanná válás megelőzésének biztosítása, helyi környezet- és természetvédelem, vízgazdálkodás, vízkárelhárítás, polgári védelem, helyi adóval, gazdaságszervezéssel és a turizmussal kapcsolatos feladatok, a kistermelők, őstermelők számára – jogszabályban meghatározott termékeik – értékesítési lehetőségeinek biztosítása, ideértve a hétvégi árusítás lehetőségét is, sport, ifjúsági ügyek,  település közbiztonságának biztosítása, helyi közösségi közlekedés biztosítása, hulladékgazdálkodás, távhőszolgáltatás, és a víziközmű-szolgáltatás.
2010-ben az önkormányzati testület létszáma a 2010. évi L. törvény alapján 26-ról 18 főre csökkent. A helyi önkormányzat egy polgármesterből és 17 képviselőből állt. A 17 képviselői helyből, 12 egyéni választókerületi és 5 kompenzációs listás mandátum volt. 2019-ben a helyi választási iroda február 1-i határozata szerint 2019. január 1-én 49 666 fő lakott a kerületben, a népesség csökkenésének politikai jelentősége van. A választási iroda határozata szerint már csak 10 egyéni és 4 kompenzációs hely lesz. A polgármestert a település összes választópolgára közvetlenül választja, míg a képviselőket csak az egyéni választókerületbe bejelentett választópolgárok választják meg közvetlenül. A kompenzációs listára a választó nem voksolhat, mert arról a mandátumokat az egyéni választókerületekben összesített töredékszavazatok (vagyis az egyéni választókerületben mandátumot nem szerző jelöltekre leadott érvényes szavazatok) arányában osztják ki. A polgármestert és a képviselőket az alkotmány értelmében 5 évre választják meg. A polgármester és az önkormányzati testület tagjai egyenlő szavazati joggal rendelkeznek.

### Polgármesterek
| Időszak   | Név                           | Jelölő szervezet(ek)           | Megjegyzés                                     |
| --------- | ----------------------------- | ------------------------------ | ---------------------------------------------- |
| 1990–1994 | Faragó János                  | SZDSZ                          |                                                |
| 1994–1998 | Bakonyi Karola                | MSZP                           |                                                |
| 1998–2002 | Szabó Zoltán                  | MSZP-SZDSZ                     |                                                |
| 2002–2006 | Hunvald György                | MSZP-SZDSZ                     |                                                |
| 2006–2010 | Hunvald György                | MSZP-SZDSZ                     |                                                |
| 2009-2010 | Gergely József alpolgármester | Gergely József alpolgármester  | Megbízott vezető Hunvald letartóztatása miatt. |
| 2010–2014 | Vattamány Zsolt               | Fidesz-KDNP                    |                                                |
| 2014–2019 | Vattamány Zsolt               | Fidesz-KDNP                    |                                                |
| 2019–2024 | Niedermüller Péter            | Momentum-DK-MSZP-Párbeszéd-LMP |                                                |
| 2024–     | Niedermüller Péter            | DK-Momentum-MSZP-Párbeszéd     |                                                |

### A 2024-es önkormányzati választás eredménye
- A polgármester-választás eredménye[22]

| Jelölt neve        | Jelölő szervezet(ek) | Jelölő szervezet(ek)                                   | Szavazatok száma | Szavazatok aránya |
| ------------------ | -------------------- | ------------------------------------------------------ | ---------------- | ----------------- |
| Niedermüller Péter |                      | DK – Momentum – MSZP – Párbeszéd- ZÖLDEK               | 6454             | 35,46%            |
| Benedek Zsolt      |                      | Fidesz – KDNP                                          | 5457             | 29,98%            |
| Terdik Roland      |                      | MKKP                                                   | 2256             | 12,39%            |
| Garai Dóra         |                      | Élhető Erzsébetváros Egyesület                         | 1614             | 8,35%             |
| Lajos Béla         |                      | Színes Erzsébetváros                                   | 1519             | 8,35%             |
| Dr. Hunwald György |                      | Szolidaritás – Lokálpatrióták7 – Helló Pesterzsébetiek | 902              | 4,96%             |
| Összesen           |                      |                                                        | 18 202           | 100%              |

- A képviselőtestület-választás eredménye[23]

| Párt | Párt                                     | Mandátumok | Képviselő-testület | Képviselő-testület | Képviselő-testület | Képviselő-testület | Képviselő-testület | Képviselő-testület | Képviselő-testület | Képviselő-testület | Képviselő-testület | Képviselő-testület | Képviselő-testület |
| ---- | ---------------------------------------- | ---------- | ------------------ | ------------------ | ------------------ | ------------------ | ------------------ | ------------------ | ------------------ | ------------------ | ------------------ | ------------------ | ------------------ |
|      | DK – Momentum – MSZP – Párbeszéd- ZÖLDEK | 6          | P                  |                    |                    |                    |                    |                    |                    |                    |                    |                    |                    |
|      | Fidesz – KDNP                            | 4          |                    |                    |                    |                    |                    |                    |                    |                    |                    |                    |                    |
|      | Független                                | 3          |                    |                    |                    |                    |                    |                    |                    |                    |                    |                    |                    |
|      | MKKP                                     | 1          |                    |                    |                    |                    |                    |                    |                    |                    |                    |                    |                    |
|      | Színes Erzsébetváros                     | 1          |                    |                    |                    |                    |                    |                    |                    |                    |                    |                    |                    |

### Országgyűlési képviselő
A régi választójogi törvény, az 1989. évi XXXIV. törvény hatálya alatt a kerület két választókerülethez tartozott, a Budapest 9. és 10. számú választókerületekhez.
Régi Budapest 9. számú választókerület
- Demszky Gábor (SZDSZ) (1990)
- Filló Pál (MSZP) (1990–1998)
- Deutsch Tamás (Fidesz) (1998–2002)
- Filló Pál (MSZP) (2002–2010)
- Rónaszékiné Keresztes Monika (Fidesz) (2010–2014)

Régi Budapest 10. számú választókerület
- Somogyi Tamás (MDF) (1990–1994)
- Szabó Zoltán (MSZP) (1994–1998)
- Rockenbauer Zoltán (Fidesz) (1998–2002)
- Szabó Zoltán (MSZP) (2002–2010)
- Fónagy János (Fidesz) (2010–2014)

Az országgyűlési képviselők jogállását, a képviselők alapvető jogait és kötelezettségeit 2012. évi XXXVI. törvény szabályozza. Az országgyűlési képviselők választását a 2011. évi CCIII. törvény szabályozza. Az országgyűlési képviselőket a választópolgárok területi-perszonális elv alapján egyéni választókerületekben, általános és egyenlő választójog alapján, közvetlen és titkos szavazással, a választók akaratának szabad kifejezését biztosító választáson, sarkalatos törvényben meghatározott módon választják. Minden egyéni választókerületben (EVK) egy országgyűlési képviselő választható. A főváros és a települések több választókerületre oszthatók, ha ezt a jogosultak száma indokolja, a kerülethatárokat nem kell figyelembe venni.
A VI. kerülettel egy országgyűlési egyéni választókerülethez tartozik, a Budapesti 5. sz.-hoz.
| Név        |                                       | Párt(ok)                                     | Terminus | Választókerület  | Megjegyzés                                   |
| ---------- | ------------------------------------- | -------------------------------------------- | -------- | ---------------- | -------------------------------------------- |
| Oláh Lajos |                                       | MSZP-Együtt-DK-Párbeszéd-MLP                 | 2014 –   | Budapesti 5. sz. | A 2014-es országgyűlési választás eredménye: |
| Oláh Lajos | DK                                    | A 2018-as országgyűlési választás eredménye: | 2014 –   | Budapesti 5. sz. |                                              |
| Oláh Lajos | DK-Jobbik-Momentum-MSZP-LMP-Párbeszéd | A 2022-es országgyűlési választás eredménye: | 2014 –   | Budapesti 5. sz. |                                              |

## Népesség
A VII. kerület lakónépessége 2022. október 1-jén 48 943 fő volt, ami Budapest össznépességének 2,9%-át tette ki. A 2011-es népszámlálás óta 7150 fővel csökkent a kerület lakosság száma. Ebben az évben az egy km²-re jutó lakók száma, átlagosan 23 418 ember volt. A VII. kerület népesség korösszetétele igen kedvezőtlen. 2022-ben a kerület lakónépességének a 8%-a 14 évnél fiatalabb, míg a 65 éven felülieké 17% volt. 2022-ben a férfiaknál 73,3, a nőknél 79,4 év volt a születéskor várható átlagos élettartam. A legmagasabb befejezett iskolai végzettség szerint a diplomával rendelkezők élnek a legtöbben a kerületben 18 452 fő, utánuk következő nagy csoport az érettségi végzettséggel rendelkezők 15 674 fővel. 2022-ben a 6 évnél idősebb népesség 90,5%-nál volt internet elérési lehetősége. A népszámlálás adatai alapján a kerület lakónépességének 38,8%-a, mintegy 19 003 személy vallotta magát valamely kisebbséghez tartozónak. A kisebbségek közül ukrán, német és cigány nemzetiségűnek vallották magukat a legtöbben.
A 19. század utolsó harmadától a VII. kerület lakosságszáma egyenletesen növekedett, egészen az 1890-as évekig, amikor is megduplázódott a kerület lakossága. Az 1920-as éveket követő gazdasági pangásnak köszönhetően a kerület népessége megtorpant és stagnálni kezdett. A második világháború következtében a kerület a lakosságának a 20,7%-át veszítette el. A háború végétől egészen a 60-as évekig stagnált a kerület népessége. A 70-es évektől, egészen napjainkig csökken a kerület népességszáma, ma már kevesebben laknak a VII. kerületben, mint 1880-ban. A legtöbben 1910-ben éltek a kerületben 152 454 fő.
A 2022-es népszámlálási adatok szerint a magukat vallási közösséghez tartozónak valló VII. kerületiek túlnyomó többsége római katolikusnak tartja magát. Emellett jelentős egyház a kerületben, még a református.

### Iskolai végzettség
| Iskolai végzettség                | Iskolai végzettség               | Iskolai végzettség | Iskolai végzettség | Iskolai végzettség |
| --------------------------------- | -------------------------------- | ------------------ | ------------------ | ------------------ |
|                                   |                                  |                    |                    | fő                 |
| Általános iskolát nem végezte el  | Általános iskolát nem végezte el |                    | 2651               | 2651               |
| Általános iskola                  | Általános iskola                 |                    | 5803               | 5803               |
| Szakmunkás                        | Szakmunkás                       |                    | 4496               | 4496               |
| Érettségi                         | Érettségi                        |                    | 15674              | 15674              |
| Diploma                           | Diploma                          |                    | 18452              | 18452              |
| A 2022. évi népszámlálás szerint. |                                  |                    |                    |                    |

A 2001-es népszámlálási adatok alapján, a VII. kerületben a legmagasabb befejezett iskolai végzettség szerint az érettségi végzettséggel rendelkezők éltek a legtöbben 19 161 fővel. Második legnagyobb csoport az általános iskolai végzettséggel rendelkezőek voltak 16 746 fővel, utánuk következett a diplomával rendelkezők 10 328 fővel, az általános iskolai végzettséggel nem rendelkezők 8713 fővel, végül a szakmunkások 5917 fővel.
A 2011-es népszámlálási adatok alapján, a VII. kerületben a legmagasabb befejezett iskolai végzettség szerint az érettségi végzettséggel rendelkezők éltek a legtöbben 18 550 fővel. Második legnagyobb csoport a diplomával rendelkezőek voltak 16 057 fővel, utánuk következett az általános iskolai végzettséggel rendelkezők 9391 fővel, a szakmunkás végzettséggel rendelkezők 6074 fővel, végül az általános iskolai végzettséggel nem rendelkezőek 3586 fővel.
A 2022-es népszámlálási adatok alapján, a VII. kerületben a legmagasabb befejezett iskolai végzettség szerint a diplomával rendelkezők éltek a legtöbben 18 452 fővel. Második legnagyobb csoport az érettségi végzettséggel rendelkezőek voltak 15 674 fővel, utánuk következett az általános iskolai végzettséggel rendelkezők 5803 fővel, a szakmai végzettséggel rendelkezők 4496 fővel, végül az általános iskolai végzettséggel nem rendelkezőek 2651 fővel.

### Etnikai összetétel
A 2001-es népszámlálás adatok szerint a kerület lakossága 64 137 fő volt, ebből 58 718 fő magyarnak vallotta magát. A kerület lakosságának a 8,4%-a vallotta magát valamely kisebbséghez tartozónak. Magyar állampolgársággal rendelkező nemzetiségiek száma 3667 fő, míg a magyar állampolgársággal nem rendelkezők száma 1727 fő volt. Az első három legnagyobb nemzetiségi csoport a kerületben a cigány (1157 fő), német (540 fő) és a szerb (210 fő) volt. A cigányok aránya a népszámlálásokban szereplőnél lényegesen magasabb, akár három négyszerese is lehet.
A 2011-es népszámlálás adatok szerint a kerület lakossága 56 093 fő volt, ebből 43 365 fő magyarnak vallotta magát. A kerület lakosságának a 17,1%-a vallotta magát valamely kisebbséghez tartozónak. Magyar állampolgársággal rendelkező nemzetiségiek száma 6133 fő, míg a magyar állampolgársággal nem rendelkezők száma 3447 fő volt. Az első három legnagyobb nemzetiségi csoport a kerületben a cigány (1140 fő), német (924 fő) és a román (428 fő) volt. 10 év alatt a legjelentősebben a német és a románok száma nőtt.
A 2022-es népszámlálás adatok szerint a kerület lakossága 48 943 fő volt, ebből 33 926 fő magyarnak vallotta magát. A kerület lakosságának a 38,8%-a vallotta magát valamely kisebbséghez tartozónak. Magyar állampolgársággal rendelkező nemzetiségiek száma 10 262 fő, míg a magyar állampolgársággal nem rendelkezők száma 8741 fő volt. Az első három legnagyobb nemzetiségi csoport a kerületben az ukrán (1360 fő), német (1058 fő) és a cigány (677 fő) volt. 11 év alatt a legjelentősebben az ukránok és a kínaiak száma nőtt.

### Vallási összetétel
VII. kerület lakóinak vallási összetétele 2022-ben
A 2001-es népszámlálási adatok alapján, a VII. kerületben a lakosság több mint fele (63,8%) kötődik valamelyik vallási felekezethez. A legnagyobb vallás a kerületben a kereszténység, melynek legelterjedtebb formája a katolicizmus (45,3%). A katolikus egyházon belül a római katolikusok száma 27 910 fő, míg a görögkatolikusok 1131 fő. A kerületben népes protestáns közösségek is élnek, főleg reformátusok (8211 fő) és evangélikusok (1602 fő). A zsidó vallási közösséghez tartózók száma 1071 fő. Az ortodox kereszténység inkább az országban élő egyes nemzeti kisebbségek (oroszok, ukránok, románok, szerbek, görögök) felekezetének számít, számuk elenyésző az egész kerületi lakosságához képest (200 fő). Szerte a kerületben számos egyéb kisebb keresztény egyházi közösség működik. Jelentős a száma azoknak a kerületben, akik vallási hovatartozásukat illetően nem kívántak válaszolni (15,9%). Felekezeten kívülinek a kerület lakosságának 19,9%-a vallotta magát.
A 2011-es népszámlálás adatai alapján, a VII. kerületben a lakosság kevesebb mint a fele (41,2%) kötődik valamelyik vallási felekezethez. Az elmúlt tíz év alatt a kerületi lakosság vallási felekezethez tartozása jelentősen csökkent, ennek egyik oka, hogy sokan nem válaszoltak. A legnagyobb vallás a kerületben a kereszténység, melynek legelterjedtebb formája a katolicizmus (26,6%). Az elmúlt tíz év alatt, a katolikus valláshoz tartozók száma 18,7%-kal esett vissza. A katolikus egyházon belül a római katolikusok száma 14 348 fő, míg a görögkatolikusok 585 fő. A kerületben népes protestáns közösségek is élnek, főleg reformátusok (4511 fő) és evangélikusok (868 fő). A zsidó vallási közösséghez tartózók száma 675 fő. Az ortodox kereszténység inkább az országban élő egyes nemzeti kisebbségek (oroszok, ukránok, románok, szerbek, görögök) felekezetének számít, számuk elenyésző az egész kerületi lakosságához képest (307 fő). A buddhista vallási közösséghez tartozók száma 281 fő. A muszlim vallási közösséghez tartozók száma 131 fő. Összességében elmondható, hogy az elmúlt tíz év során az ortodox egyházon kívül, minden más egyházi felekezetekhez tartozók száma jelentősen csökkent. Jelentős a száma azoknak a kerületben, akik vallási hovatartozásukat illetően nem kívántak válaszolni (36,5%), tíz év alatt a számuk megduplázódott. Felekezeten kívülinek a kerület lakosságának 22,1%-a vallotta magát.
A 2022-es népszámlálás adatai alapján, a VII. kerületben a lakosság kevesebb mint a fele (29,3%) kötődik valamelyik vallási felekezethez. Az elmúlt tizenegy év alatt a kerületi lakosság vallási felekezethez tartozása jelentősen csökkent, ennek egyik oka, hogy sokan nem válaszoltak. A legnagyobb vallás a kerületben a kereszténység, melynek legelterjedtebb formája a katolicizmus (18,7%). Az elmúlt tizenegy év alatt, a katolikus valláshoz tartozók száma 7,9%-kal esett vissza. A katolikus egyházon belül a római katolikusok száma 8440 fő, míg a görögkatolikusok 454 fő. A kerületben népes protestáns közösségek is élnek, főleg reformátusok (2893 fő) és evangélikusok (585 fő). A zsidó vallási közösséghez tartózók száma 349 fő. A muszlim vallási közösséghez tartozók száma 344 fő. Az ortodox kereszténység inkább az országban élő egyes nemzeti kisebbségek (oroszok, ukránok, románok, szerbek, görögök) felekezetének számít, számuk elenyésző az egész kerületi lakosságához képest (283 fő). A buddhista vallási közösséghez tartozók száma 185 fő. Összességében elmondható, hogy az elmúlt tizenegy év során a muszlim egyházon kívül, minden más egyházi felekezetekhez tartozók száma jelentősen csökkent. Jelentős a száma azoknak a kerületben, akik vallási hovatartozásukat illetően nem kívántak válaszolni (50,7%). Felekezeten kívülinek a kerület lakosságának 18,5%-a vallotta magát.

## Főbb látnivalók

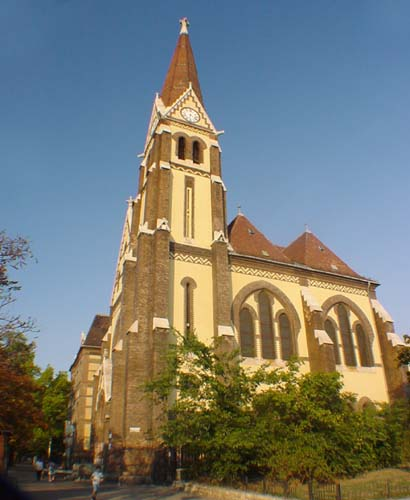
A Fasori evangélikus templom

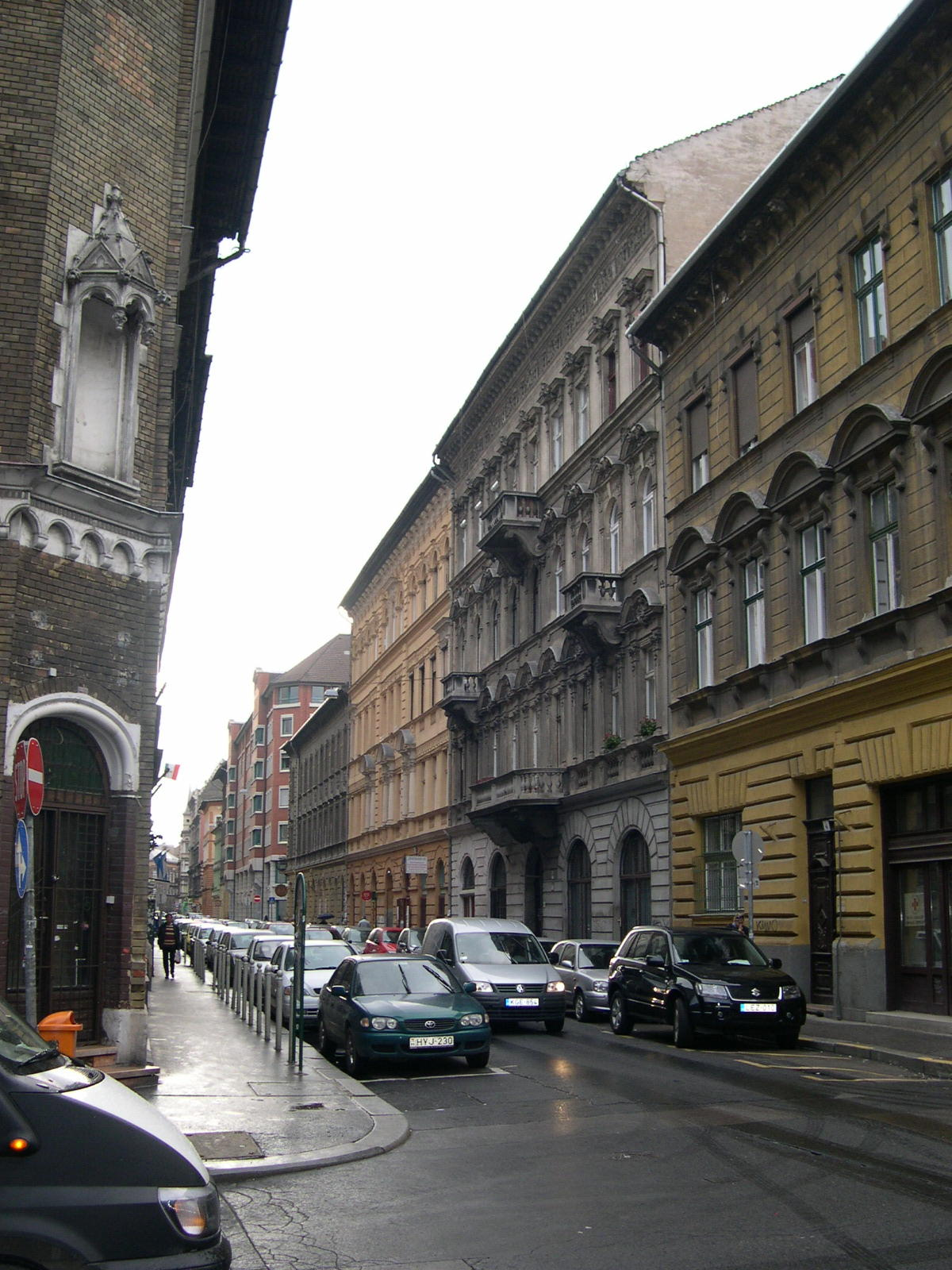
Dob utca

- Almássy téri Szabadidőközpont az Almássy téren
- Árpád-házi Szent Erzsébet-plébániatemplom a Rózsák terén
- Zsinagógák: Dohány utcai zsinagóga (neológ), Rumbach utcai zsinagóga (status quo), Kazinczy utcai zsinagóga (ortodox)[45]
- Gozsdu-udvar
- Hungária fürdő
- Klauzál téri vásárcsarnok
- Madách Színház
- Pesti Magyar Színház (a volt Nemzeti Színház társulata, előtte pedig a Rákosi-Beöthy-féle Magyar Színház is játszott az épületben)
- New York-palota
- Róth Miksa Emlékház
- Tűzfalfestmények:
  - Két tölgy – Klauzál utca és Wesselényi utca sarka (lengyel-magyar barátság)

## Főbb közterületek
(A csillaggal jelölt közterületek a kerület határán helyezkednek el.)
| Utcák - Akácfa utca - Csengery utca - Damjanich utca - Dob utca - Dohány utca - Dózsa György út - Hernád utca - István utca - Kertész utca - Király utca* - Rákóczi út* - Rottenbiller utca - Szövetség utca - Thököly út* - Wesselényi utca | Körutak - Erzsébet körút (a Nagykörút része) - Károly körút* (a Kiskörút része) Terek - Almássy tér - Baross tér* - Bethlen Gábor tér - Garay tér - Klauzál tér - Lövölde tér* - Madách Imre tér - Rózsák tere - Szenes Hanna tér - Kéthly Anna tér |

## A kerület nevezetes alakjai
- Alpár Ignác (1855–1928) építész, az Almássy tér 15. szám alatt élt (emléktábla)
- Antal Imre (1935–2008) zongorista, műsorvezető, televíziós személyiség, humorista, a Damjanich utcában élt[46] (emléktába)
- Baghy Gyula (1891–1967) eszperantista
- Brandi Jenő (1913–1980) olimpiai bajnok vízilabdázó, a Klauzál tér 5. szám alatt lakott
- Csaba László (1954-) közgazdász, akadémikus, egyetemi tanár
- Darázs Árpád (1922–1986) karmester, karnagy, 1948–1956 között a Dózsa György út 68. szám alatt élt (emléktábla)
- Eötvös Gábor (1921–2002) artistaművész, zenebohóc, a Damjanich utca 27. szám alatt élt (emléktábla)
- Ferenczi Sándor (1873–1933) pszichoanalitikus (emléktábla)
- Földi Pál író, honvéd ezredes
- Gereben Ágnes (1947–2015) irodalomtörténész, műfordító, kritikus, egyetemi tanár (emléktábla)
- Gyóni Géza (1884–1917) költő, 1908–1909 között a Damjanich utca 28a. szám alatt élt (emléktábla)
- Jókai Mór (1825–1904) regényíró
- Kállai Ferenc (1925–2010) színművész. 1937-ben költözött szüleivel Gyomáról, az Elemér (ma Marek József) utca 6.-ba. A Damjanich utcai Rákóczi Felsőkereskedelmi Iskolában érettségizett.
- Karinthy Frigyes (1887–1938) író, költő, kritikus, a Damjanich utca 27. szám alatti házban született (emléktábla)
- Kemény Henrik (1925–2011) bábművész, a vásári bábjáték nemzetközileg elismert, Kossuth-díjas mestere (emléktábla)
- Kéthly Anna (1889–1976) szociáldemokrata politikus, a Damjanich utca 51. számú lakóházban élt (emléktábla)
- Kibédi Ervin (1924–1997) színművész, a Damjanich utca 31/a. szám alatt lakott (emléktábla)
- Korányi Frigyes (1828–1913) orvos
- Liffa Aurél (1872–1956) geológus, mineralógus, 1928-tól haláláig a Damjanich utca 42. számú házban élt (emléktábla)
- Örkény István (1912–1979) író, gyógyszerész a Damjanich u. 39. szám alatti házban született (emléktábla)
- Péterfy Bori (1969) énekesnő, színésznő
- Presser Gábor (1948) zeneszerző, zongorista, énekes
- Rejtő Jenő (1905–1943) színmű- és kalandregényíró, a Rejtő Jenő utca 6. számú házban született (emléktábla)
- Ruttkai Éva (1927–1986) színésznő (emléktábla)
- Salamon Ferenc (1825–1892) történész, publicista, lakóháza a Damjanich utca 52. számú épület helyén állt (emléktábla)
- Seress Rezső (1889–1968) zeneszerző (emléktábla)
- Szakonyi Károly (1931) író, drámaíró
- Szendrő József (1914–1971) színművész, a Damjanich utca 24. számú házban élt (emléktábla)
- Vándor Sándor (1901–1945) zeneszerző, karmester, a Dózsa György út 68. szám alatt élt (emléktábla)
- Vihar Béla (1908–1978) költő, a Damjanich utca 26/b. számú házban élt (emléktábla)
- Xántus János (1825–1894) természettudós, etnológus, utazó, a Damjanich utca 44. számú házban élt (emléktábla)

## Testvérvárosok
- Cfát, Izrael
- Károlyváros, Horvátország
- Nevers, Franciaország
- Siedlce, Lengyelország
- Stari Grad (Belgrád), Szerbia
- Szaloniki, Görögország
- Szveti Vlasz, Bulgária[47]
- Comrat, Moldova

## Kerületi média
- Erzsébetváros (a kerületi önkormányzat havonta megjelenő ingyenes újsága)

## Képgaléria

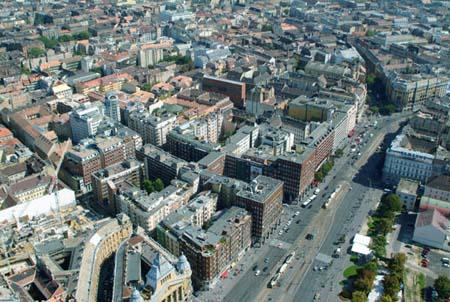
A Madách tér madártávlatból
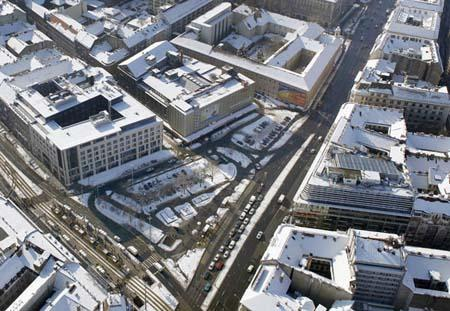
A Blaha Lujza tér
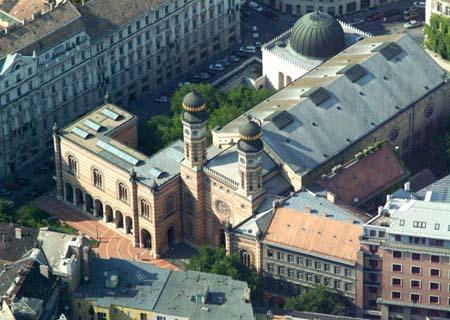
A Dohány utcai zsinagóga
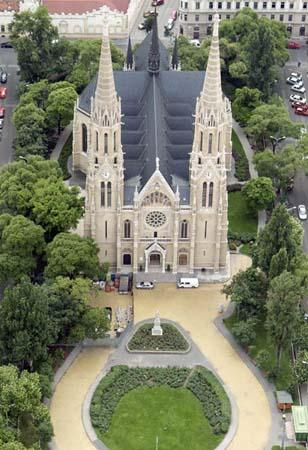
A Rózsák tere légi fotón

## Lásd még
- Erzsébetváros díszpolgára
- Emléktáblák Budapest VII. kerületében